# Liste der Baudenkmäler in Augsburg-Links der Wertach
In der Liste der Baudenkmäler Links der Wertach sind die Baudenkmäler in den Augsburger Stadtbezirken Links der Wertach-Nord und Links der Wertach-Süd, im
Planungsraum Oberhausen
(II)
aufgelistet. Zu diesen Baudenkmälern gibt es auch eine Bildersammlung.
Diese Liste ist eine Teilliste der Liste der Baudenkmäler in Augsburg. Grundlage der Liste ist die Bayerische Denkmalliste, die auf Basis des bayerischen Denkmalschutzgesetzes vom 1. Oktober 1973 erstmals erstellt wurde und seither durch das Bayerische Landesamt für Denkmalpflege geführt und aktualisiert wird. Die folgenden Angaben ersetzen nicht die rechtsverbindliche Auskunft der Denkmalschutzbehörde.

## Baudenkmäler nach Stadtbezirken

### Links der Wertach-Nord
| Lage                                                    | Objekt                                      | Beschreibung | Akten-Nr.               | Bild           |
| ------------------------------------------------------- | ------------------------------------------- | --- | ----------------------- | -------------- |
| Donauwörther Straße 5, Donauwörther Straße 3 (Standort) | Evangelisch-lutherische Kirche St. Johannes | Fünfschiffige Emporenkirche mit eingezogenem Rechteckchor und fünfgeschossigem Nordriegel mit Satteldach und Dachreiter, von Oswald Bieber, 1928/30, mit Ausstattung Pfarrhaus, dreigeschossiger Traufseitbau mit Satteldach und Flacherker aus der gleichen Zeit | D-7-61-000-216 Wikidata | weitere Bilder |
| Schönspergerstraße 8 (Standort)                         | Katholische Kirche St. Joseph               | Dreischiffige Pfeilerbasilika mit eingezogenem Chor und östlichem Turmpaar, von Michael Kurz und Hans Döllgast, 1927–1930, Wiederaufbau nach 1945 durch Hans Döllgast, mit Ausstattung                                                                            | D-7-61-000-784 Wikidata | weitere Bilder |

### Links der Wertach-Süd
| Lage                         | Objekt             | Beschreibung | Akten-Nr.                | Bild           |
| ---------------------------- | ------------------ | --- | ------------------------ | -------------- |
| Ulmer Straße 23 c (Standort) | Postamt            | Viergeschossiger kubischer Klinkerbau, im Rahmen sachlicher Formgebung reich differenziert, nach Entwurf von Georg Werner, 1930 | D-7-61-000-1001 Wikidata | Postamt        |
| Ulmer Straße 53 (Standort)   | Bahnhof Oberhausen | Viergeschossiger kubischer Flachdachbau mit niedrigerem zweigeschossigem Schalterhallenflügel, Neue Sachlichkeit, 1931/32       | D-7-61-000-1206 Wikidata | weitere Bilder |